# 湯仰
湯仰（1532年—？年），字子山，四川成都後衛新都驛官籍，明朝政治人物。

## 生平
嘉靖三十一年（1552年）壬子科四川鄉試舉人，嘉靖三十八年（1559年）己未科进士。歷户部廣西清吏司主事 ，累官浙江衢州府知府。隆慶六年（1572年）十一月升云南副使、整饬澜沧姚安等处兵备，剿平铁索箐夷贼罗平，萬曆四年（1576年）五月升廣西左參政，六年八月升雲南按察使，八年正月升廣東右布政使，以违禁骚扰驿递，七月降三级，十年五月降補陕西右參議，九月升湖廣副使，轉湖廣參政，十二年四月升廣東按察使，歷官左布政使，十七年正月拾遺去職。

## 家族
曾祖湯幹，祖湯欽，父湯聘莘，嫡母張氏；生母錢氏。